# Собор Святой Терезы (Чанчунь)

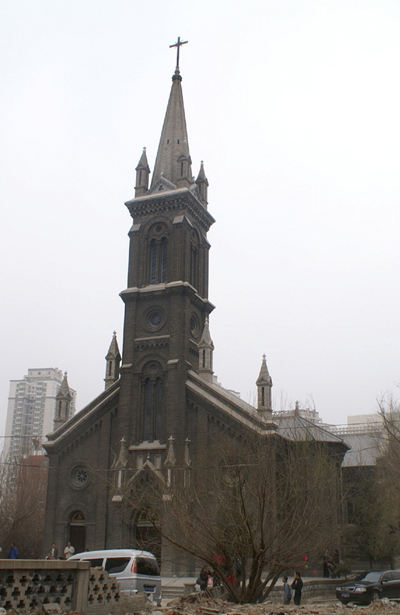
Собор Святой Терезы, Чанчунь, Китай

Собор Святой Терезы (кит. 長春天主教堂) — католическая церковь, находящаяся в китайском городе Чанчуне. 
Церковь Святой Терезы является сокафедральным собором епархии Цзилиня.

## История
В 1895 году в Чанчунь прибыл католический священник из Франции. В 1898 году он начал строительство небольшой часовни в Чанчуне на месте современного храма. В 1930 году было начато строительство современного храма на месте снесённой часовни. В 1932 году строительство церкви Святой Терезы было закончено.
В 1969 году, во время культурной революции, храм был закрыт для богослужений и использовался в качестве библиотеки. В 1979 году храм был возвращён епархии Цзилиня и в нём возобновились регулярные богослужения.
В 1994 году в церковь была перенесена кафедра епископа епархии Цзилиня из церкви Святейшего Сердца Иисуса в Цзилине.
В 2008 году было завершён капитальный ремонт церкви и 3 декабря 2008 года состоялось вторичное освящение храма.